# شهاب عناد
شهاب عناد الديري من مواليد 4 مارس 1992 لاعب كرة قدم قطري يلعب في الدفاع .
لعب سابقاً في نادي الريان ونادي المرخية ونادي مسيمير ونادي الوعب.